# Halliday, Bắc Dakota
Halliday là một lãnh thổ chưa tổ chức thuộc quận Dunn, tiểu bang Bắc Dakota, Hoa Kỳ. Năm 2010, dân số của nơi này là 411 người.